# Lissabontraktaten
|  | Denne artikel vedrører en traktat som ændrer Den Europæiske Unions traktatgrundlag. For den aktuelle og konsoliderede version af traktaterne, se Traktaten om Den Europæiske Union og Traktaten om Den Europæiske Unions Funktionsmåde |
Lissabontraktaten er en folkeretlig overenskomst, som er indgået mellem 27 stater på et møde i Det Europæiske Råd i Lissabon den 13. december 2007. Traktaten trådte i kraft den 1. december 2009 og reformerede indholdet af både Traktaten om Den Europæiske Union (EU-traktaten) og Traktaten om Oprettelse af Det Europæiske Fællesskab (EF-traktaten), hvoraf sidstnævnte ændrede navn til Traktaten om Den Europæiske Unions Funktionsmåde (EUF-traktaten) i forbindelse med nedlæggelsen af Det Europæiske Fællesskab (EF).
Sammenfattende består Lissabontraktaten af flere bestanddele, hvoraf de tre største bestanddele er:
1. TEU, som består af 55 artikler; og
2. TEUF, der indeholder 358 artikler; samt
3. Chartret, der udgør 54 artikler.[1]

Traktatens fulde titel er "Lissabontraktaten om ændring af traktaten om Den Europæiske Union og traktaten om oprettelse af Det Europæiske Fællesskab". Den er offentliggjort i EFT 2007/C 306/01.

## Forfatningstraktaten
Ved folkeafstemninger i 2005 afviste de de franske og hollandske vælgere forfatningstraktaten, hvilket førte til at EU holdt en 'tænkepause'. I 2007 blev det roterende formandskab i EU overtaget af Tyskland, som erklærede tænkepausen for slut. I marts, 50 år efter Rom-traktaten, blev Berlin-erklæringen underskrevet med et håb om at give ny fremdrift til unionen, således at et ny forlig kunne indgås inden det næste valg til Europaparlamentet, som fandt sted i sommeren 2009.
21. juni samme år begyndte Det Europæiske Råd på sit møde i Bruxelles forhandlingerne om et 11-siders forslag til en ny "reformtraktat", et resultat af bilaterale forhandlinger gennem det tyske EU-formandskab i første halvår 2007. Efter halvanden dags diskussioner blev der omkring kl. 5 lørdag morgen indgået en aftale om et forslag til en reformtraktat. I modsætning til forfatningstraktaten vil den 16 sider lange traktat ændre de eksisterende traktater og ikke erstatte dem. 

Den foreslåede reformtraktat synes at følge rådene fra den såkaldte Amato-gruppe om at erstatte Maastricht-traktaten med forfatningstraktatens første kapitel samt ændre Rom-traktaten således at den rummer det meste af forfatningstraktatens tredje kapitel.

## Køreplan (2007)
Efter en køreplan udtænkt af Tyskland, og som der blev opnået enighed om på topmødet i juni 2007, vil alle medlemslande bruge det mandat, der blev enighed om på topmødet som grundlag for forhandlingerne om en ny traktat. Forhandlingerne skal være afsluttet ved udgangen af 2007, og alle medlemslande skal have ratificeret traktaten medio 2009, forud for Europaparlamentsvalget. De fleste lande vil forsøge at undgå en folkeafstemning om traktaten, hvilket kun Irland og eventuelt Danmark er forpligtet til. Traktaten vil i stedet blive godkendt i de nationale parlamenter.
På topmødet i Bruxelles 21.-23. juni 2007 blev regeringslederne enige om et klart og stærkt mandat til at indkalde en regeringskonference; som er det eneste organ, der kan ændre eksisterende EU-traktater. Regeringskonferencens beslutninger skal være enstemmige og de skal yderligere ratificeres af medlemsstaterne ifølge de nationale procedurer. De seneste regeringskonferencer fandt sted i Nice (Nice-traktaten) i 2001, i Amsterdam i 1997 (Amsterdam-traktaten) og i Maastricht i 1992 (Maastricht-traktaten).
Portugal – der overtog EU-formandskabet 1. juli 2007 – støttede ivrigt Tyskland i at nå en aftale om regeringskonferencens mandat under Tysklands formandskab, således at det kun er teknikaliteter, der senere skal forhandles.

## Reformtraktatens indhold
Reformtraktaten bibeholdt de fleste af de institutionelle opfindelser fra forfatningstraktaten, såsom en fast EU-præsident, en EU-udenrigsminister – dog med titlen Unionens Høje Repræsentant for Udenrigs- og Sikkerhedspolitik, samme fordeling af pladserne i parlamentet, et reduceret antal kommissærer og en sætning om udmeldelse af EU.
På den anden side indeholder reformtraktaten ikke stats-lignende træk som navnet 'forfatning', ligesom referencer til EU-symboler som hymne, flag, nationalsang og motto er væk efter ønske fra bl.a. Holland. Reformtraktaten rummer heller ikke nogen formulering om, at EU-lovgivning har forrang i forhold til national lovgivning, ligesom der heller ikke ændres ved benævnelserne af EU's lovgivning. Det havde tidligere været forslået at erstatte de nuværende regulativer og direktiver med den mere enkle betegnelse love.
Traktaten skal give landene en mulighed for at stå udenfor EU-samarbejdet på områder som politi og kriminallovgivning, hvilket har været et ønske for Storbritannien. Støttet af Tjekkiet, blev der under topmødet i juni 2007 sørget for, at det nye traktatforslag gør magtdelingen mellem medlemsstaterne og unionen klarere ved at fastslå, at der er tale om en to-vejs-proces, og at der også kan blive fjernet suverænitet fra unionen og tilbage til nationalstaterne.

### Stemmevægte
Polen havde forud for topmødet i juni 2007 krævet en ændring i det foreslåede stemmesystem. Ifølge den gældende Nice-traktat skal der for at kunne mønstre et såkaldt kvalificeret eller dobbelt flertal være opbakning til et forslag fra 258 ud af 345 stemmer i EU's Ministerråd, eller 74 procent af medlemslandene. Dette flertal skal ydermere repræsentere 62 procent af EU's borgere. Det kvalificerede flertal er den primære måde til at træffe beslutninger i manglen af konsensus. De fire indbyggermæssigt største lande Tyskland, Storbritannien, Frankrig og Italien har 29 stemmer, mens Spanien og Polen har 27 stemmer. Forfatningstraktaten foreslog 55 procent af medlemslandene samt 65 procent af befolkningen, idet denne model i højere grad reflekterer størrelsen på befolkningerne og sætter skub i de større landes magt.
Polen foreslog i stedet et 'kvadratrods'-system, der vil udjævne vægten af stemmer mellem de største og de mindste lande hvad angår kravet om at repræsentere en vis del af befolkningen i EU. Polen fremførte forslaget til det sidste, men ville dog ikke nedlægge veto i spørgsmålet. Alle øvrige medlemslande var imod. Efter tidligere at have afvist at diskutere emnet, gik den tyske regering med til at drøfte emnet ved juni-topmødet.
Efter flere drøftelser og endda trusler fra det tyske formandskab om at indkalde en regeringskonference uanset om Polen ville bakke op eller ej, blev topmødet enige om et kompromis 23. juni. Kompromiset består i, at de nuværende stemmeregler fra Nice-traktaten gælder frem til 2014. I en overgangsperiode frem til 2017 vil de nye regler om 55% af medlemslandene og 65% af befolkningen være gældende, men stemmevægtene fra Nice-traktaten kan tages i brug i stedet, hvis et medlemsland ønsker det. I 2014 træder en ny version af Ioannina-kompromiset fra 1994 desuden i kraft, som vil give små lande mulighed for en reundersøgelse af EU-afgørelser, som landet ikke bryder sig om.

### Chartret for grundlæggende rettigheder
EU's Charter om Grundlæggende Rettigheder nævner EU-borgernes politiske, sociale og økonomiske rettigheder. I den afviste forfatningstraktat var det integreret i selve traktaten, ligesom rettighederne var juridisk bindende. Chartret har traktatrang; hvilket fremgår af Traktaten om Den Europæiske Union (TEU) artikel 6(1) in fine, at Chartret "har samme juridiske værdi som traktaterne".
Det tyske formandskab foreslog en reference til chartret med en enkelt artikel i traktaten, men fastholdt at chartret skulle være juridisk bindende med nogle mulige ekstra sikkerhedsforanstaltninger, således at EF-domstolens fortolkning af chartret ikke vil kunne tvinge medlemslandene til at ændre deres lovgivning. Det var et af de større diskussionsemner på 2007-topmødet.
Storbritannien insisterede under topmødet på, at traktatforslaget og/eller chartret skulle understrege, at det hverken ville skabe nye rettigheder for unionen eller påvirke britisk lovgivning. Chartret vil således ikke være juridisk bindende for Storbritannien. Polen har fået tilføjet en sætning om, at chartret ikke vil påvirke de nationale regeringers magt til at regere på områderne 'offentlig moral og familieret'.

### EU's søjler
Ifølge forfatningstraktaten skulle EU's tre-søjlede struktur skrottes til fordel for en fordeling af unionens kompetencer i to store lovgivningsområder eller 'søjler' – udenrigs- og sikkerhedspolitik (anden søjle) og retspolitik og 'indenrigs'-EU-politik (tredje søjle). Storbritannien ønsker imidlertid kun to søjler, hvorfor den nye fordeling er droppet.

### EU-kommissionen
De nuværende 27 EU-kommissærer skulle fra år 2014 skæres ned til 18. Kommissærposterne skulle besættes af landene efter en rotationsordning. Dette blev dog ændret som en indrømmelse til Irland, så hvert land fortsat har en kommissær.

### Fast formand
Fremover ledes EU-topmøderne af en fast formand, der sidder i 2 1/2 år. Alle øvrige EU-ministermøder ledes fortsat af en minister fra det land, der har formandskabet for EU, som også stadig roterer hvert halve år.

### Udenrigspolitik
Traktaten indfører en fast 'udenrigsminister', kaldet Unionens høje repræsentant for udenrigs- og sikkerhedspolitik. Repræsentanten skal lede udenrigsministermøder og vil også blive næstformand for EU-Kommissionen.
I sine bestræbelser på at undgå en folkeafstemning er Storbritannien gået imod udvidelsen af EU's beføjelser på det udenrigspolitiske område. EF-domstolen vil nu ikke have jurisdiktion på dette område, ligesom EU-Kommissionen og Europaparlamentet heller ikke får den magt, som forfatningstraktaten gav dem på området. Storbritannien har også meddelt, at landet ønsker at tæmme den fælles udenrigsministers magt, og at den fælles udenrigsministers diplomatiske betjening skal bestå af nationale og ikke EU's embedsmænd. Traktatforslaget fastslår således flere steder, at EU ikke skal have mere udenrigspolitisk magt.

### Retspolitik og politi
Samarbejdet om 'retlige og indre anliggender', herunder retspolitik, politi og asylpolitik, ændres fra at være kræve enstemmighed til flertalsafgørelser, hvilket aktiverer det danske forbehold på området, så denne ændring er en af de største for Danmark. Storbritannien vil ikke deltage i EU-samarbejdet på det retspolitiske og politimæssige område, og Storbritannien har dermed fået et forbehold, der minder om det danske retsforbehold. Storbritannien kan selv bestemme, om landet på et senere tidspunkt vil tilslutte sig EU-lovgivningen på området.

### EU som juridisk person
I øjeblikket er EU ikke en fuldgyldig juridisk person, hvilket betyder, at EU ikke kan underskrive internationale aftaler. Forfatningstraktaten ville tildele unionen denne status, men det var til diskussion igen. 

### Nationale parlamenter
Reformtraktaten styrker formentlig de nationale parlamenters rolle i EU's beslutningsproces en smule ved at give dem 8 og ikke som tidligere 6 uger til at gennemgå Europakommissionens lovforslag før behandlingen af disse fortsætter i EU's lovgivende forsamlinger. Tyskland foreslog, at hvis en tredjedel af de nationale parlamenter er imod et forslag, skal kommissionen fremsætte en begrundet udtalelse om hvorfor den alligevel fremsætter det, men uden at være tvunget til at trække forslaget tilbage.

### Mere magt til befolkningerne
Som noget nyt kan 1 mio. borgere i EU få indflydelse på EU-direktiverne ved at skrive under på en erklæring. Reglerne for sådanne borgerinitiativer træder i kraft ved udgangen af 2010.

### Udvidelse
Den nye traktat vil formentlig indeholde formuleringer om at kommende medlemslande skal overholde EU-samarbejdets værdier, hvis de vil være medlem af unionen. Et hollandsk forslag om at bevare kriterier for yderligere udvidelser i den nye traktat er ikke blevet fuldt implementeret, idet man frygter at det vil føre til domme hos EF-domstolen, som dermed vil få det sidste ord om hvem der vil kunne optages i EU – og ikke politikerne.
Under topmødet i juni 2007 lykkedes det den hollandske premierminister Jan Peter Balkenende at sikre visse optagelseskriterier i traktaten. Kriterierne gør det sværere for lande, der gerne vil være medlemmer at få deres ansøgninger godkendt, ligesom de giver en smule mere magt til nationale parlamenter i forhold til kommende EU-lovgivning.

### Passerelle
En ny bestemmelse i Lissabontraktaten kaldet Passerelle gør, at EU-landene kan ændre et område fra at kræve enstemmige beslutninger til kun at kræve flertalsafgørelser uden at landene skal vedtage en ny traktat. En række personer hævder, at denne bestemmelse i traktaten indebærer, at Danmarks tilslutning til Lissabontraktaten er sket i strid med Grundlovens §20 om suverænitetsafgivelse, hvilket har ledt til, at 38 navngivne personer har anlagt en grundlovssag mod Danmarks statsminister og udenrigsminister.

## Reformtraktaten og Danmark
Reformtraktaten betyder, at Danmark kan bevare de fire forbehold overfor det europæiske samarbejde, der blev indført i 1993, ligesom Danmark får mulighed for at indføre et nyt fleksibelt retsforbehold, således at det fortsat vil være muligt at føre en stram udlændingepolitik. Danmark får desuden mulighed for beholde den såkaldte sommerhusregel, der er en klausul over for udlændinges køb af sommerhuse i Danmark.
Den såkaldte suverænitetsparagraf, §20, i Grundloven, der blev indført ved seneste revidering i 1953, fastslår, at Danmark i visse tilfælde kan overdrage suverænitet og beføjelser til internationale organisationer som f.eks. EU, såfremt der i Folketinget er et flertal på 5/6 – altså mindst 150 ud af 179 medlemmer. Opnås der ikke et flertal på 5/6 af Folketingets medlemmer, og ønsker regeringen at opretholde forslaget, skal lovforslaget sættes til folkeafstemning til godkendelse eller forkastelse. Idet EU-modstanderpartierne Dansk Folkeparti og Enhedslisten ved folketingsvalget 2005 har været repræsenteret med 30 mandater til sammen, kunne de to således blokere for traktatens vedtagelse.
Ifølge en redegørelse fra Justitsministeriet i 2004, kræver en traktat kun en folkeafstemning, hvis nedenstående punkter indgår. Punkterne er alle pillet ud af reformtraktaten, men var indeholdt i forfatningstraktaten.
- Terrorbekæmpelse – teknisk styrkelse af samarbejde og kapitalbevægelser.
- Beskyttelse og udveksling af personoplysninger mellem landene.
- Fælles europæisk rumpolitik. Støtte og koordination for at udforske og udnytte rummet.
- Unionsborgeres ret til at færdes og opholde sig frit på medlemsstaternes område.
- Fleksibilitetsbestemmelsen: Unionen kan på visse områder med enstemmighed træffe påkrævede beslutninger, selv om der ikke er hjemmel i EU-forfatningen.
- Diplomatisk og konsulær beskyttelse af unionsborgere i tredjelande.
- Intellektuelle ejendomsrettigheder – øget kompetence til EF-domstolen.
- Grænseoverskridende trusler mod sundheden – samarbejde om bekæmpelse af epidemier.
- EU tiltræder som Union den europæiske menneskerettighedskonvention.

## Lissabontraktaten og Grundloven
Højesteret tillod 11. januar 2011 en række borgere at sagsøge statsminister Lars Løkke Rasmussen og udenrigsminister Lene Espersen for grundlovsbrud i forbindelse med vedtagelsen af Lissabontraktaten. De 28 sagsøgere mente, at loven om Danmarks tiltrædelse af Lissabontraktaten var i strid med grundlovens § 20, idet dennes særlige krav til vedtagelse ikke har været fulgt. § 20 stiller et krav om folkeafstemning, hvis lovens vedtagelse medfører suverænitetsafgivelse.
Højesterets dom betød, at sagen skulle gå om ved Landsretten, som i oktober 2009 havde afvist at tage stilling til anklagerne om grundlovsbrud med henvisning til at sagsøgerne ikke havde retlig interesse i at anlægge sagen. Højesterets dom betyder, at Landsretten blev tvunget til at tage stilling til spørgsmålet om grundlovsbrud. 
Landsrettens senere dom, som stadfæstet af Højesteret godkendte imidlertid tiltrædelsen af Lisabon Traktaten, idet §20 ikke omfatter mulige fremtidige ændringer i beslutningsreglerne indenfor den organisation, som suveræniteten allerede tidligere er afgivet til efter §20.
| Citat            | Beføjelser, som efter denne grundlov tilkommer rigets myndigheder, kan ved lov i nærmere bestemt omfang overlades til mellemfolkelige myndigheder, der er oprettet ved gensidig overenskomst med andre stater til fremme af mellemfolkelig retsorden og samarbejde. Stk. 2. Til vedtagelse af lovforslag herom kræves et flertal på fem sjettedele af folketingets medlemmer. Opnås et sådant flertal ikke, men dog det til vedtagelse af almindelige lovforslag nødvendige flertal, og opretholder regeringen forslaget, forelægges det folketingsvælgerne til godkendelse eller forkastelse efter de for folkeafstemninger i § 42 fastsatte regler. | Citat |
| Grundlovens § 20 | |       |

## Tidslinje
| Underskrevet Ikrafttrædelse Dokument | 1948 Bruxelles-traktaten                      | 1951 1952 Paris-traktaten      | 1954 1955 Ændrede Bruxellestraktat           | 1957 1958 Rom-traktaterne                    | 1965 1967 Fusionstraktaten                   | 1975 - Rådsmødekonklusioner                  | 1985 Schengen-traktaten                      | 1986 1987 EF-pakken                          | 1992 1993 Maastricht-traktaten               | 1992 1993 Maastricht-traktaten | 1997 1999 Amsterdam-traktaten | 2001 2003 Nice-traktaten  | 2007 2009 Lissabon-traktaten | 2007 2009 Lissabon-traktaten |  |
|                                      |                                               |                                |                                              |                                              |                                              |                                              |                                              |                                              |                                              |                                |                               |                           |                              |                              |  |
| Den Europæiske Unions tre søjler:    |                                               |                                |                                              |                                              |                                              |                                              |                                              |                                              |                                              |                                |                               |                           |                              |                              |  |
| Europæiske Fællesskaber:             |                                               |                                |                                              |                                              |                                              |                                              |                                              |                                              |                                              |                                |                               |                           |                              |                              |  |
|                                      | Det Europæiske Atomenergifællesskab (EURATOM) |                                |                                              |                                              |                                              |                                              |                                              |                                              |                                              |                                |                               |                           |                              |                              |  |
|                                      |                                               |                                | Det Europæiske Kul- og Stålfællesskab (EKSF) | Det Europæiske Kul- og Stålfællesskab (EKSF) | Det Europæiske Kul- og Stålfællesskab (EKSF) | Det Europæiske Kul- og Stålfællesskab (EKSF) | Traktaten ophørte i 2002                     | Traktaten ophørte i 2002                     | Traktaten ophørte i 2002                     |                                | Den Europæiske Union (EU)     | Den Europæiske Union (EU) |                              |                              |  |
|                                      |                                               |                                | Det Europæiske Økonomiske Fællesskab (EØF)   |                                              |                                              |                                              |                                              |                                              |                                              |                                | Den Europæiske Union (EU)     | Den Europæiske Union (EU) |                              |                              |  |
|                                      |                                               |                                |                                              | Schengen-samarbejdet                         |                                              |                                              | Det Europæiske Fællesskab (EF)               | Det Europæiske Fællesskab (EF)               |                                              |                                | Den Europæiske Union (EU)     | Den Europæiske Union (EU) |                              |                              |  |
|                                      |                                               | TREVI                          | TREVI                                        | TREVI                                        | Retlige og indre anliggender (RIA)           |                                              | Det Europæiske Fællesskab (EF)               | Det Europæiske Fællesskab (EF)               |                                              |                                | Den Europæiske Union (EU)     | Den Europæiske Union (EU) |                              |                              |  |
|                                      | Politi- og strafferetligt samarbejde (PSS)    | TREVI                          | TREVI                                        | TREVI                                        | Retlige og indre anliggender (RIA)           |                                              |                                              |                                              |                                              |                                | Den Europæiske Union (EU)     | Den Europæiske Union (EU) |                              |                              |  |
|                                      |                                               |                                |                                              |                                              | Europæiske Politiske Samarbejde (EPS)        | Fælles udenrigs- og sikkerhedspolitik (FUSP) | Fælles udenrigs- og sikkerhedspolitik (FUSP) | Fælles udenrigs- og sikkerhedspolitik (FUSP) | Fælles udenrigs- og sikkerhedspolitik (FUSP) |                                | Den Europæiske Union (EU)     | Den Europæiske Union (EU) |                              |                              |  |
| Vestunionen (WU)                     | Vestunionen (WU)                              | Den Vesteuropæiske Union (WEU) | Den Vesteuropæiske Union (WEU)               | Den Vesteuropæiske Union (WEU)               | Den Vesteuropæiske Union (WEU)               | Den Vesteuropæiske Union (WEU)               | Den Vesteuropæiske Union (WEU)               |                                              |                                              |                                |                               | Den Europæiske Union (EU) |                              |                              |  |
| Vestunionen (WU)                     | Vestunionen (WU)                              | Den Vesteuropæiske Union (WEU) | Den Vesteuropæiske Union (WEU)               | Den Vesteuropæiske Union (WEU)               | Den Vesteuropæiske Union (WEU)               | Den Vesteuropæiske Union (WEU)               | Den Vesteuropæiske Union (WEU)               | Traktaten ophørte i 2011                     |                                              |                                |                               |                           |                              |                              |  |
|                                      |                                               |                                |                                              |                                              |                                              |                                              |                                              |                                              |                                              |                                |                               | v d r                     |                              |                              |  |